# HD 129456
HD 129456, conosciuta anche con la designazione di Bayer c¹ Centauri (c¹ Cen), è una stella nella costellazione del Centauro di magnitudine apparente +4,06 distante 209 anni luce dal sistema solare.

## Osservazione
La sua posizione moderatamente australe fa sì che questa stella sia osservabile specialmente dall'emisfero sud, in cui si mostra alta nel cielo nella fascia temperata; dall'emisfero boreale la sua osservazione risulta invece più penalizzata, specialmente al di fuori della sua fascia tropicale. Essendo di magnitudine +4,06, la si può osservare anche dai piccoli centri urbani senza difficoltà, sebbene un cielo non eccessivamente inquinato sia maggiormente indicato per la sua individuazione.
Il periodo migliore per la sua osservazione nel cielo serale ricade nei mesi compresi fra fine marzo e agosto; nell'emisfero sud è visibile anche verso l'inizio della primavera, grazie alla declinazione boreale della stella, mentre nell'emisfero nord può essere osservata in particolare durante i mesi tardo-primaverili boreali.

## Caratteristiche fisiche
La stella è una gigante arancione di classe spettrale K3III giunta ormai nello stadio finale della sua esistenza; ha una massa 1,4 volte quella solare ma un raggio molto più grande, di circa 23 volte quello del Sole. Possiede una Temperatura superficiale pari a 4200 K e una luminosità circa 180 volte quella solare.
la velocità radiale negativa, -38 km/s, indica che la stella si sta avvicinando al Sistema solare.